# Maria Anna av Sachsen

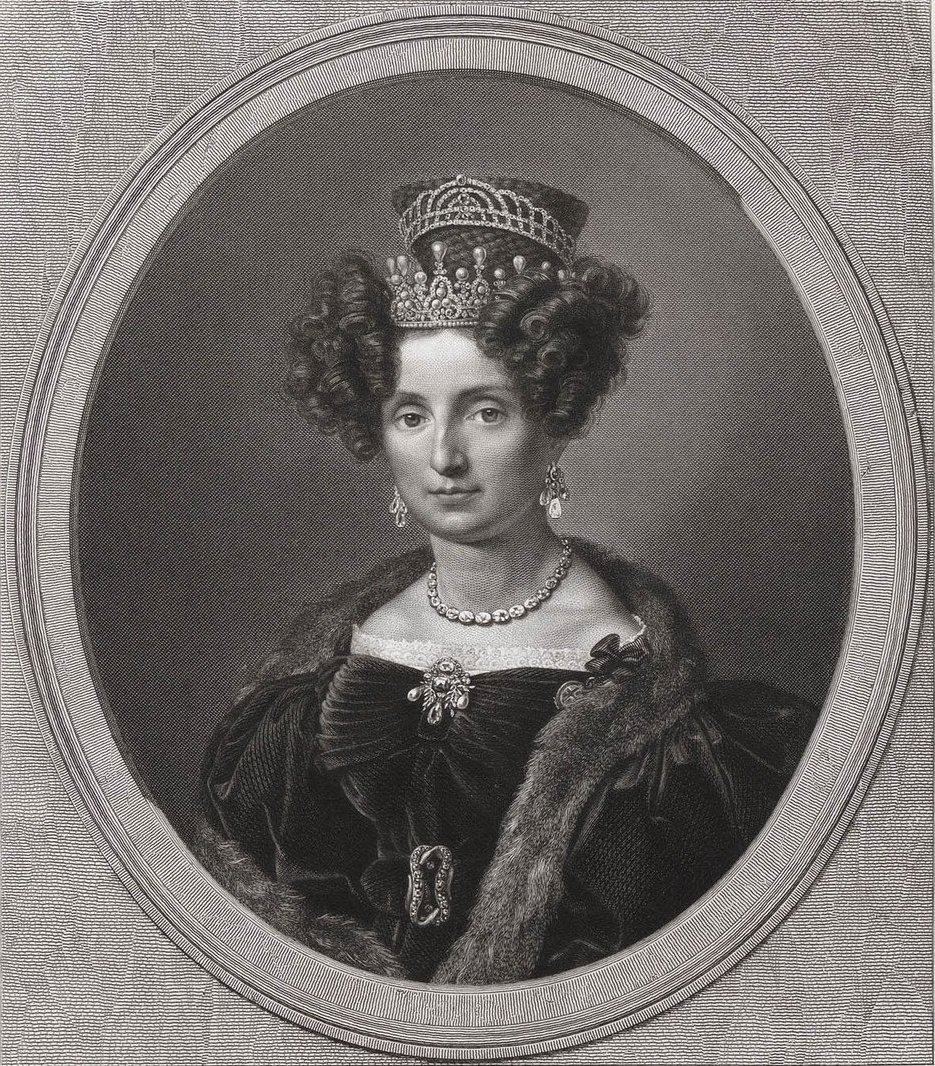
Maria Anna av Sachsen, storhertiginna av Toscana

Maria Anna av Sachsen, född 15 november 1799 i Dresden, död 24 mars 1832 i Pisa, var storhertiginna av Toscana; gift 1817 med storhertig Leopold II av Toscana.
Äktenskapet var mycket lyckligt och hon var även omtyckt av allmänheten, men hon plågades av pressen att föda en manlig arvtagare, vilket förorsakade henne en depression. Hon avled i Pisa dit hovet hade flyttat för hennes hälsas skull.